# Hòa Thạc Hòa Gia Công chúa
Hòa Thạc Hòa Gia Công chúa (chữ Hán: 和硕和嘉公主; 24 tháng 12 năm 1745 - 29 tháng 10 năm 1767) là Công chúa nhà Thanh, con gái thứ tư của Thanh Cao Tông Càn Long Hoàng đế.

## Tiểu sử
Hòa Gia Công chúa hạ sinh vào ngày 2 tháng 12 (âm lịch) năm Càn Long thứ 10 (1745), là con gái thứ tư của Càn Long Đế. Mẹ bà là Thuần Huệ Hoàng quý phi Tô thị, một sủng phi của Càn Long Đế, trước khi sinh ra bà đã có Hoàng tam tử Vĩnh Chương cùng Hoàng lục tử Vĩnh Dung. Tương truyền, khi bà được hạ sinh, bàn tay khép dính liền giống hình bàn tay Phật, vì vậy dân gian còn gọi bà là [Phật Thủ Công chúa; 佛手公主].
Năm Càn Long thứ 25 (1760), tháng giêng, bà được ban phong hiệu "Hòa Gia" cùng vị hiệu Hòa Thạc công chúa, định chọn Ngạch phò là Phúc Long An, con trai của Đại học sĩ Phó Hằng. Ngày 25 tháng 3 (âm lịch) cùng năm, bà hạ giá lấy Phúc Long An, do đó được Hoàng đế ban cho phủ đệ ở Kinh sư. Vì mẹ bà là Hoàng quý phi Tô thị mang bệnh, Càn Long Đế chuyển lễ Đính hôn (Sơ định lễ; 初定礼) cùng lễ Thành hôn của bà làm một, rồi án theo lễ của Hòa Thạc Hòa Uyển Công chúa, rượu mừng từ Hoàng đế 70 bình, từ Hoàng thái hậu 20 bình là tổng 90 bình. Cũng từ Hòa Gia công chúa, các Hòa Thạc công chúa bắt đầu chỉ diên yến đãi tiệc 1 lần, trong khi Cố Luân công chúa vẫn 2 lần như cũ.
Năm Càn Long thứ 32 (1767), ngày 7 tháng 9 (âm lịch), Hòa Gia Công chúa qua đời khi mới 21 tuổi. Tuy yểu mệnh mất sớm nhưng Hòa Gia Công chúa cũng kịp sinh hạ cho Ngạch phò Phúc Long An hai người con trai gồm trưởng tử Phong Thân Tế Luân  làm quan đến Binh bộ Thượng thư, thống lĩnh Loan nghi vệ, tập tước Nhất đẳng công,có Chính thất là Tứ cách cách-con gái riêng của Sắc Bố Đằng Ba Lạc Châu Nhĩ (Ngạch phò của Hòa Kính Công chúa), thứ tử Phong Thân Quả Lặc Mẫn được cho làm con thừa tự Phúc Linh An, được tập tước Vân kỵ úy của Phúc Linh An và Phúc Khang An, mất sớm.
Phủ đệ của Hòa Gia Công chúa là một trong những phủ đệ đẹp nhất tại Bắc Kinh. Trong giai đoạn Chính biến Mậu Tuất, phủ Công chúa được dùng làm Kinh sư Đại học đường. Sau Cách mạng Tân Hợi, Kinh sư Đại học đường được đổi thành Quốc lập Bắc Kinh Đại học, chính là tiền thân của Đại học Bắc Kinh ngày nay. Mộ táng của Hòa Gia Công chúa nằm ở mặt Đông của thành Bắc Kinh cũ, nằm trong quy hoạch 7 viên tẩm của Công chúa. Cửa phía Đông phụ cận có 2 viên tẩm, một là của Cố Luân Ôn Hiến Công chúa - con gái của Khang Hi Đế; còn lại là của Hòa Thạc Hòa Gia Công chúa, cũng gọi [Phật Thủ Công chúa mộ; 佛手公主坟]. Trước Bảo đỉnh (phần mộ) trong viên tẩm có Thiết Thạch ngũ cung, dàn tế là dùng bốn cái thạch cổ, ngay cả Viên tẩm của Đoan Tuệ Hoàng thái tử Vĩnh Liễn cũng không thấy có thứ này. Bia đình của viên tẩm Hòa Gia Công chúa cũng là loại có mái trùng thềm, trong khi viên tẩm của Di Hiền Thân vương Dận Tường chỉ là mái đơn.